# Phil de Punxsutawney

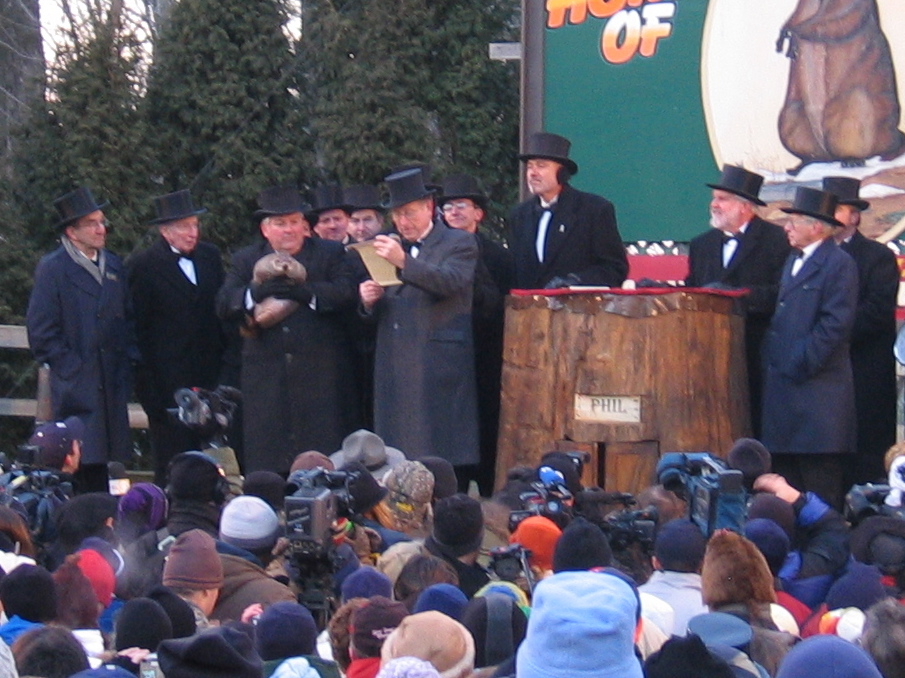
Celebração do Dia da marmota em Punxsutawney, 2005.

Phil de Punxsutawney é uma marmota que desempenha um papel central nas celebrações do dia 2 de fevereiro (dia da marmota) em Punxsutawney, pequena localidade no estado da Pensilvânia, nos Estados Unidos. A localidade de Punxsutawney celebra o dia com uma atmosfera festiva de música e comida. Durante a festa, que começa bem antes do nascer do sol num dia de inverno, Phil é retirado de sua casa temporária em Gobbler's Knob, uma área rural a um pouco mais de 3 km a leste de Punxsutawney. De acordo com a tradição, se Phil vê sua sombra e retorna para seu buraco, ocorrerão mais seis semanas de inverno. Se Phil não vê sua sombra, ele prevê o início da primavera para breve. A data de prognóstico de Phil é conhecido como o Dia da Marmota nos Estados Unidos e Canadá, e tem sido comemorada desde 1887.
Um grupo, chamado Inner Circle, cuida de Phil durante todo o ano e também planeja a cerimônia anual. Os membros do Inner Circle do Clube da Marmota de Punxsutawney são reconhecíveis pelas suas cartolas e seus smokings (fraques).

## O conhecimento do Phil de Punxsutawney
Os fãs da marmota Phil de Punxsutawney dizem que só há um Phil, e que todos os outros animais são impostores. Alega-se que Phil faz prognósticos meteorológicos desde 1887, fazendo de Phil uma lenda ao invés de uma figura factual, uma vez que marmotas em estado selvagem vivem apenas seis anos.
De acordo com o Clube da Marmota, Phil, depois de fazer a previsão, fala com o presidente do clube em "Marmotês", idioma que só o atual presidente pode entender, e, em seguida, a sua previsão é traduzida para o mundo inteiro.
A celebração do Dia da Marmota está enraizada em uma tradição celta que diz que se um animal hibernando lança uma sombra em 2 de fevereiro, o feriado pagão de Imbolc, o inverno vai durar mais seis semanas. Se nenhuma sombra for vista, a lenda diz que a primavera virá mais cedo.
As origens da festa na Pensilvânia podem realmente vir de imigrantes alemães, e na tradição cristã do dia de Nossa Senhora das Candeias ou da Candelária: quando o céu fica limpo no Dia da Candelária, 2 de fevereiro, significa que o tempo frio está por vir. Caso contrário, virá tempo ameno e primaveril. Na Alemanha, a tradição se transformou em mito: se o sol brilhar no dia da Candelária, um ouriço lançaria sua sombra, prevendo neve até ao mês de maio. Quando os imigrantes alemães se estabeleceram na Pensilvânia, eles passaram a tradição para a fauna local, substituindo ouriços por marmotas.

## Na mídia e na cultura popular

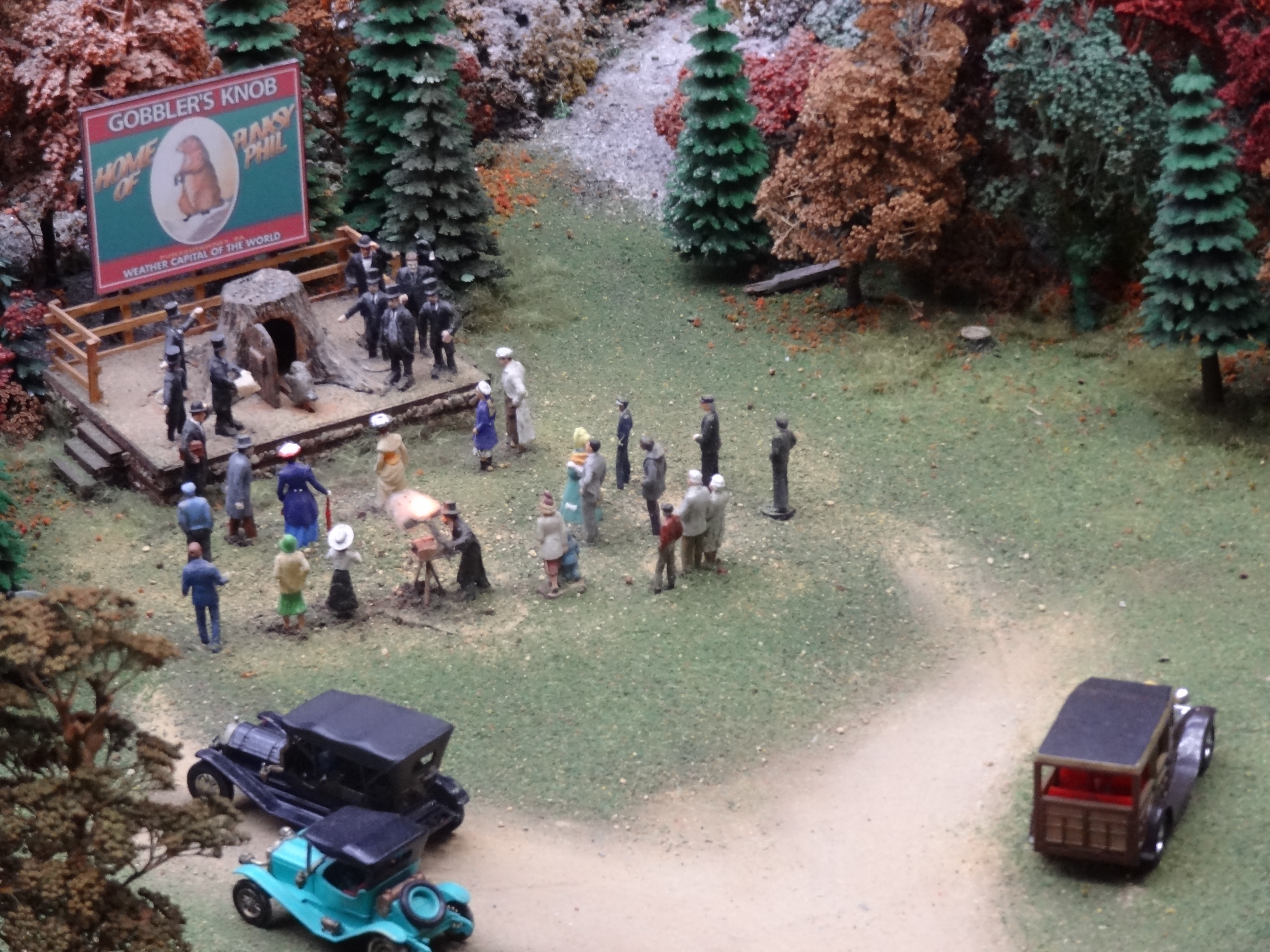
Miniatura de Gobbler's Knob no Centro de Ciências Carnegie em Pittsburgh.

- O Phil e a cidade de Punxsutawney foram retratados no filme Feitiço do Tempo de 1993. A verdadeira cidade que aparece no filme é Woodstock em Illinois.
- Em 1995, Phil foi para Chicago para uma aparição no The Oprah Winfrey Show, que foi ao ar no Dia da Marmota, 2 de fevereiro de 1995.[1][2]
- O Phil de Punxsutawney foi a principal atração no episódio Phil's Hell Day/Bam Skate Park da série de televisão da MTV, Viva La Bam. Bam Margera tem uma corrida especial em homenagem a Phil.
- Em março de 2013, Michael Gmoser, promotor do condado de Butler County pede pena de morte a Phil por errar a previsão do tempo. Segundo ele, isso foi um crime grave "contra a paz e a dignidade de Ohio". Também disse que tudo foi feito intencionalmente para que as pessoas acreditassem que a primavera chegaria em breve.[3]

## Últimas previsões
| Ano       | Previsão              |
| --------- | --------------------- |
| 1887–1888 | "Inverno longo"       |
| 1889      | Sem registros         |
| 1890      | "Início da primavera" |
| 1891–1897 | Sem registros         |
| 1898      | "Inverno longo"       |
| 1899      | Sem registros         |
| 1900–1901 | "Inverno longo"       |
| 1902      | "Início da primavera" |
| 1903–1933 | "Inverno longo"       |
| 1934      | "Início da primavera" |
| 1935–1941 | "Inverno longo"       |
| 1942      | Sombra parcial        |
| 1943      | Não apareceu          |
| 1944–1949 | "Inverno longo"       |
| 1950      | "Início da primavera" |
| 1951–1969 | "Inverno longo"       |
| 1970      | "Início da primavera" |
| 1971–1974 | "Inverno longo"       |
| 1975      | "Início da primavera" |
| 1976–1982 | "Inverno longo"       |
| 1983      | "Início da primavera" |
| 1984–1985 | "Inverno longo"       |
| 1986      | "Início da primavera" |
| 1987      | "Inverno longo"       |
| 1988      | "Início da primavera" |
| 1989      | "Inverno longo"       |
| 1990      | "Início da primavera" |
| 1991–1994 | "Inverno longo"       |
| 1995      | "Início da primavera" |
| 1996      | "Inverno longo"       |
| 1997      | "Início da primavera" |
| 1998      | "Inverno longo"       |
| 1999      | "Início da primavera" |
| 2000–2006 | "Inverno longo"       |
| 2007      | "Início da primavera" |
| 2008–2010 | "Inverno longo"       |
| 2011      | "Início da primavera" |
| 2012      | "Inverno longo"       |
| 2013      | "Início da primavera" |
| 2014–2015 | "Inverno longo"       |
| 2016      | "Início da primavera" |
| 2017-2018 | "Inverno longo"       |
| 2019      | "Início da primavera" |